# أندريا بيسانو
أندريا بيسانو (بالإيطالية: Andrea Pisanu) (مواليد 7 يناير 1982 في كالياري - إيطاليا) لاعب كرة قدم إيطالي يلعب حاليا لصالح نادي الدرجة الأولى بارما الإيطالي منذ 2004 في مركز الجناح الأيسر كما يجيد اللعب في مركز الجناح الأيمن .

## روابط خارجية
- أندريا بيسانو على موقع الدوري الأمريكي (الإنجليزية)
- أندريا بيسانو على موقع قاعدة بيانات كرة القدم.إي يو (الإنجليزية)
- أندريا بيسانو على موقع عالم كرة القدم.نت (الإنجليزية)
- أندريا بيسانو على موقع كووورة
- أندريا بيسانو على موقع AS.com (الإسبانية)